# Selaginella deflexa
Selaginella deflexa là một loài dương xỉ trong họ Selaginellaceae. Loài này được Brack. mô tả khoa học đầu tiên.